# 왕평달
왕평달(王平達, 생몰년 미상)은 의조(懿祖)와 원창왕후(元昌王后)의 아들이자 신라(新羅)말기의 호족(豪族)이며 송악(松岳)의 성주(城主)인 왕륭(王隆)의 동생(東生)이고 고려(高麗)을 건국(建國)한 태조 왕건(太祖 王建)의 숙부(叔父)이다. 본관은 개성(開城)

## 생애
의조(懿祖)과 용녀(龍女) 저민의(渚旻義/焉旻義)의 아들이자 세조(世祖)의 친동생으로, 둘째 아들이라는 설과 넷째 아들이라는 설이 있다. 918년 태조(太祖)의 고려(高麗) 건국(建國) 후(後) 개국공신(開國功臣) 삼한공신(三韓功臣)에 녹훈되었다. 본관은 개성(開城)이다.
신라(新羅)의 정치가 쇠퇴하여 견훤(甄萱)과 궁예(弓裔)가 서남과 한산주(漢山州)를 차지하고 패권을 다투고 있을 때 송악군(松嶽郡)의 성주로 있던 형 세조(世祖)과 함께 896년 궁예(弓裔)에게 귀순하였다. 이후 세조(世祖)과 조카 태조(太祖)의 측근으로 지원하였고, 고려(高麗) 건국(建國) 후(後) 개국공신(開國功臣) 삼한공신(三韓功臣)에 녹훈되었다. 왕식렴(王式廉), 왕신(王信) 왕육(王育)의 아버지이다.

## 가계
- 아버지 : 의조(懿祖)
- 어머니 : 원창왕후(元昌王后) 
  - 부인 : 미상
    - 아들 : 왕식렴(王式廉, ? ~949)
    - 아들 : 왕신(王信, ?~926)
    - 아들 : 왕육(王育)

## 대중 문화속에 나타나는 왕평달
- 《태조 왕건》(KBS, 2000년~2002년, 배우:장항선)